# Caeleb Dressel
Caeleb Remel Dressel (sinh ngày 16 tháng 8 năm 1996) là một vận động viên bơi bướm và tự do người Mỹ, chuyên tham gia các sự kiện nước rút. Anh hiện đang đại diện cho Cali Condors, một phần của Liên đoàn Bơi lội Quốc tế. Anh đã giành được bảy huy chương vàng tại Giải vô địch thế giới dưới nước năm 2017 ở Budapest và tám huy chương, trong đó có sáu huy chương vàng, tại Giải vô địch thế giới dưới nước năm 2019 ở Gwangju. Dressel là vận động viên giành huy chương vàng Olympic bảy lần và hiện đang giữ kỷ lục thế giới ở các nội dung 100 mét bướm (cả chặng dài và chặng ngắn), 50 m tự do (chặng ngắn) và 100 m hỗn hợp cá nhân (chặng ngắn).
Dressel giữ kỷ lục Hoa Kỳ ở cự ly 50 mét và 100 mét tự do và 50 mét và 100 mét bướm (tất cả các đường dài). Anh cũng nắm giữ các kỷ lục ở cự ly ngắn 50 yard và 100 yard tự do, 100 yard bướm, 200 yard cá nhân và trước đây là bơi ếch 100 yard.

## Tiểu sử
Dressel sinh ngày 16 tháng 8 năm 1996, tại Green Cove Springs, Florida, là con trai của Christina và Michael Dressel. Michael là bác sĩ thú y ở Jacksonville, Florida. Dressel là con thứ ba trong số bốn người con; ba anh chị em của anh ấy, Tyler, Kaitlyn và Sherridon, đều là những vận động viên bơi thi. Vợ:Meghan Dressel
Dressel theo học tại trường trung học Clayl ở Green Cove Springs, Florida, nhưng được đào tạo với Bolles School Sharks ở Jacksonville. Anh là vận động viên bơi lội đại học tại Đại học Florida bắt đầu từ năm 2014 và anh tốt nghiệp vào năm 2018.